# بريس (مغني)
بريس (بالهولندية: Brace)‏ هو مغني هولندي، ولد في 23 أغسطس 1986 في سورابايا في إندونيسيا.

## وصلات خارجية
- الموقع الرسمي
- بريس على موقع IMDb (الإنجليزية)
- بريس على موقع ميوزك برينز (الإنجليزية)
- بريس على موقع ديسكوغز (الإنجليزية)
- بريس على موقع قاعدة بيانات الفيلم (الإنجليزية)